# Manuel Sánchez Mira
Manuel Sánchez Mira (18 de noviembre de 1836 - 26 de marzo de 1910) fue un militar, diputado a Cortes español y vicepresidente de la Junta Revolucionaria de Jerez en 1868.

## Trayectoria
Inició su formación y estudios en el Colegio Militar de Segovia, y los concluyó en Sevilla.
Manuel Sánchez Mira participó activamente en la Revolución de 1868, que provocó que Isabel II fuera destronada, comandando junto a Carlos Paul y Angulo el levantamiento de Jerez y llegando a ser junto al hermano de Carlos, José, vicepresidente de la Junta Revolucionaria de la ciudad.
Su vida militar y política fue muy activa, participando en diversos hechos de guerra, como la intervención en Marruecos, y en el norte de España en lucha contra las tropas carlistas. Fue elegido como diputado a Cortes en varias ocasiones.
Igualmente fue designado para diversos cargos oficiales, entre los que destaca el de gobernador en Cuba y Filipinas. Ostentó el grado de mariscal de campo
Distinguido por Amadeo de Saboya con la Cruz de 2.ª Clase del Mérito Militar y la de comendador ordinario de la Real y Distinguida Orden de Carlos III
Una calle  de su ciudad natal llevó su nombre desde 1910 a 1979. El investigador jerezano, José Luis Jiménez García, ha reivindicado su figura como defensor y promotor del flamenco.